# Кохавинська паперова фабрика
Кохавинська паперова фабрика (ПАТ «Кохавинська паперова фабрика») — підприємство целюлозно-паперової промисловості в селищі Гніздичів Жидачівського району Львівської області.
Підприємство виробляє папір та паперові санітарно-гігієнічні вироби — туалетний папір та паперові рушники, які виготовляються головним чином із вторинної сировини та відходів деревообробки.

## Історія
У 1938 році побудовано Кохавинський целюлозно-паперовий комбінат, який із січня 1939 року розпочав виробничу діяльність. До Другої світової війни на комбінаті виробляли за добу 2,5 т целюлози та 12 т паперу. В період німецької окупації комбінат майже повністю був зруйнований. Його діяльність відновилася в 1945 році.
З метою забезпечення потреб фабрики під виробничу програму в 1957 році був встановлений другий варочний котел. Колектив комбінату першим в Україні освоїв випуск целюлози з деревини і першим в Україні почав виробляти целюлозу із відходів деревообробки.
В середині 1960-х років комбінат не тільки повністю забезпечував себе сульфатною целюлозою для випуску паперу, а й 47 % від загального її виробництва направлялись на інші підприємства УРСР. Із загальної кількості шпагатного паперу, який вироблявся в Радянському Союзі, 80 % виробляв Кохавинський ЦПК.
В 1979 році Кохавинська ПФ ввійшла до складу Жидачівського ЦПК. Основними видами продукції тоді були: шпагатний папір, обгортковий, основа для клеєної стрічки, парафінований папір, целюлоза сульфатна, шнур паперовий.
В 1995 році Кохавинська ПФ від'єдналася від Жидачівського ЦПК.
26 грудня 1995 року наказом Фонду державного майна України по Львівській області було створено ВАТ «Папірник Прикарпаття», статутом якого були такі види діяльності як випуск паперу, клеїльної стрічки, шпагатного паперу, товарів народного споживання.
В грудні 1996 року зборами акціонерів прийнято рішення про перейменування ВАТ «Папірник Прикарпаття» у ВАТ «Кохавинська ПФ».
В 1997 року збори акціонерів прийняли рішення про реконструкцію папероробної машини. 14 грудня 1997 року пущено в дію машину по випуску туалетного паперу.
В 1999 році запущено ще одну папероробну машину.
ВАТ «Кохавинська ПФ» є правонаступником ТзОВ «Лоза», реорганізованого шляхом приєднання до ВАТ «Кохавинська ПФ». ВАТ «Кохавинська ПФ» функціонує як суб'єкт господарювання без створення дочірніх підприємств, філій, представництв. ВАТ «Кохавинська ПФ» проводить свою господарську діяльність згідно статуту, остання редакція якого зареєстрована Державним реєстратором Жидачівської районної державної адміністрації 24.04.2007 року за № 13971050001000200.
В березні 2011 року зборами акціонерів прийнято рішення про реорганізацію та перейменування ВАТ «Кохавинська ПФ» на ПАТ «Кохавинська ПФ».

## Сьогодення
З 8 грудня 2016 на підприємстві експлуатується нова виробнича лінія продуктивністю 1 тис. тонн на місяць, в яку інвестовано три мільйони євро. Завдяки цьому фабрика виготовлятиме в місяць понад 3,5 тис. тонн продукції.
Прибутки фабрики 2016 року склали 70 млн гривень. Станом на грудень 2016 На підприємстві працювало 300 осіб. Середньомісячна заробітна плата становила 6000 грн. Обсяг реалізованої продукції за 11 місяців 2016 року становив 314,8 млн грн. За 2015 рік фабрика сплатила 25,7 млн грн податків, за 11 місяців 2016 року — 53,1 млн грн.
Обсяг експорту на підприємстві становить близько 40 %.
Станом на грудень 2016 основними споживачами продукції є ТзОВ ВМ Plus (Чехія), ROM-EST EURO (Румунія), ТД «Кохавинка», (м. Київ), ФОП Вайнагій (смт. Гніздичів), СП ТОВ «Київ-Захід» (м. Червоноград), ФОП Колінко (м. Трускавець), ТзОВ «Нова Сервіс» (м. Пустомити), ТОВ ТДК (м. Тернопіль). Частину продукції експортують у Білорусь, Молдову, Угорщину та Нідерланди.